# Ataque del 6 de marzo de 2024 sobre Odesa
El 6 de marzo de 2024, un misil ruso explotó en Odesa, en el sur de Ucrania, cerca del presidente de Ucrania, Volodímir Zelenski, y del primer ministro de Grecia, Kyriákos Mitsotákis, durante una reunión entre los dos dirigentes, el ataque mató a cinco personas.

## Ataque
El ataque se produjo alrededor de las 10:40 hora local (11:40 hora de Moscú) durante una visita del primer ministro griego Kyriákos Mitsotákis a Ucrania, durante la cual se reunió con el presidente ucraniano Volodímir Zelenski en la zona portuaria de la ciudad y se disponía a visitar un edificio dañado en un ataque anterior el 2 de marzo que mató a 12 personas, incluidos cinco niños, y reunirse con miembros de la diáspora griega durante su visita. Las autoridades ucranianas emitieron una advertencia de ataque aéreo en la óblast de Odesa a las 10:40, seguida de una potente explosión. A las 10:45, la Fuerza Aérea de Ucrania informó de una amenaza de uso de misiles balísticos en la zona.
El ministro de Estado griego, Stavros Papastavrou, dijo que el misil aterrizó a unos 150 metros de donde se reunían Mitsotákis y Zelenski. Otra fuente describió el ataque como la «situación más cercana jamás vivida» en la vida de Zelenski. Mitsotákis dijo más tarde que ocurrió cuando estaban entrando a sus autos, y agregó que «no tuvieron tiempo de llegar a un refugio». Sin embargo, la fuente y un portavoz de las Fuerzas de Defensa del Sur de Ucrania declararon que creían que no estaba apuntando intencionalmente a los dos líderes, que resultaron ilesos.
El ejército ucraniano dijo que cinco personas murieron en el ataque y varias más resultaron heridas. El Ministerio de Defensa de Rusia afirmó que había atacado con éxito un hangar en el puerto de Odesa que almacenaba drones navales ucranianos. No hubo víctimas entre la delegación de Mitsotákis.

## Reacciones
En una conferencia de prensa conjunta con Mitsotákis después del ataque, Zelenski dijo que a Rusia "no le importaba dónde golpear" y que "o se había vuelto loco o no controlaba lo que estaba haciendo su ejército terrorista". Mitsotákis describió el incidente como "una experiencia muy intensa".
Un portavoz del Consejo de Seguridad Nacional de los Estados Unidos describió el ataque como "otro recordatorio de cómo Rusia continúa atacando imprudentemente a Ucrania todos los días y de las necesidades urgentes de Ucrania, en particular, de interceptores de defensa aérea".
La presidente de la Comisión Europea, Ursula von der Leyen, condenó el ataque, calificándolo de "vil" y de "nuevo intento de terrorismo" por parte de Rusia.